# Клуб ужасов
Клуб ужасов или Клуб страха (англ. Club Dread) — это чёрная комедия, которая была написана комедийной группой Broken Lizard и снята в 2004 году. Действие фильма проходит на острове Коста-Рико.

## Сюжет
На остров «удовольствий» приплывает корабль с отдыхающими молодыми людьми. Многие из них считают его раем, где можно обалденно провести своё время. Обслуживающий персонал выполняет прихоти туристов, проводит для них досуг и прочее. В общем — рай, но не для обслуживающего персонала. Не из-за того, что работы много. А из-за того, что с первого дня маньяк начинает убивать молодых людей ножом. Теперь у них два выбора: либо найти его и ликвидировать, либо проститься с жизнью.

## В ролях
| Актер              | Роль          |
| ------------------ | ------------- |
| Кевин Хеффернан    | Ларс          |
| Бриттани Дэниэл    | Дженни        |
| Эрик Столханске    | Сэм           |
| Стив Лемми         | Джуан         |
| Джордан Лэдд       | Пенелопа      |
| Джей Чандрашекхар  | Патмен        |
| Пол Сотер          | Дэйв          |
| Билл Пэкстон       | Кокосовый Пит |
| Майк Коннор Гейни  | Ханк          |
| Линдсэй Прайс      | Ю             |
| Хулио Бекор        | Карлос        |
| Сэмм Левин         | Дирк          |
| Ричард Перелло     | Клиф          |
| Таня Ричерт        | Келли         |
| Елена Лайонс       | Стэйси        |
| Дэн Монтгомери мл. | Роло          |
| Нат Факсон         | Мэнни         |
| Майкл Уивер        | Рой           |

## Премьера
Мировая премьера состоялась 16 февраля 2004 года на Техасском кинофестивале. Кассовые сборы составили около 7,5 миллионов долларов США. На 27 февраля 2004 года фильм был выпущен в США, где он собрал около 5 млн долларов США.

## Альтернативные версии
В 2005 году фильм был выпущен на DVD. Эта версия фильма содержит дополнительные 15 минут видео (итого 118 минут). В этой версии несколько расширенные сцены услуг гостям, а также показано участие двух полицейских (в исполнении Пако Маури и Тони Амендола). Также была показана сцена отсутствовавшая в театральной версии, когда тело Келли лежало на берегу другого острова.